# 国鉄T31形コンテナ
国鉄T31形コンテナ（こくてつT31がたコンテナ）は、日本国有鉄道（国鉄）が1967年（昭和42年）度に製造した、鉄道輸送用一種規格（11 ft）タンクコンテナである。

## 概要
1967年（昭和42年）度に鉱物油専用非クレーン取り扱いタンクコンテナとして東急車輛製造にて2個が製作された。その後増備されることなく少数コンテナとして運用された。
タンク体は、厚さ3.2 mmの普通鋼（一般構造用圧延鋼材）製で内部の接液面を純度保持のため亜鉛メタリコン処理を施した。荷役方式は、マンホール蓋の液入口からの上入れ、底弁から配管を経て液出管両端の液出弁を用いた下出し方式である。寸法関係は全長3,240 mm、全幅2,300 mm、全高1,776.8 mm、荷重5 t、自重1.4 t、容積5.4 m3である。
1985年（昭和60年）度に全数が廃止され形式消滅した。